# Gunung Daling
Gunung Daling är ett berg i Indonesien.   Det ligger i provinsen Aceh, i den västra delen av landet, 1 600 km nordväst om huvudstaden Jakarta. Toppen på Gunung Daling är 1 702 meter över havet, eller 563 meter över den omgivande terrängen. Bredden vid basen är 7,1 km.
Terrängen runt Gunung Daling är kuperad österut, men västerut är den bergig.Runt Gunung Daling är det mycket glesbefolkat, med 3 invånare per kvadratkilometer. I omgivningarna runt Gunung Daling växer i huvudsak städsegrön lövskog.